# Syndromodes oedocnemis
Syndromodes oedocnemis är en fjärilsart som beskrevs av Louis Beethoven Prout 1922. Syndromodes oedocnemis ingår i släktet Syndromodes och familjen mätare. Inga underarter finns listade i Catalogue of Life.